# NGC 7041
NGC 7041 é uma galáxia elíptica (E-S0) localizada na direcção da constelação de Indus. Possui uma declinação de -48° 21' 47" e uma ascensão recta de 21 horas, 16 minutos e 32,1 segundos.
A galáxia NGC 7041 foi descoberta em 7 de Julho de 1834 por John Herschel.